# Junciszki
Junciszki – dawny zaścianek. Tereny, na których był położony, leżą obecnie na Litwie, w okręgu uciańskim, w rejonie ignalińskim, w gminie Ignalino.

## Historia
W czasach zaborów zaścianek w gminie Daugieliszki, w powiecie święciańskim, w guberni wileńskiej Imperium Rosyjskiego. W 1866 roku liczył 6 mieszkańców w 1 domu. 
W dwudziestoleciu międzywojennym futor leżał w Polsce, w województwie wileńskim, w powiecie święciańskim, w gminie Daugieliszki.
W 1931 w 1 domu zamieszkiwały 3 osoby.
Miejscowość należała do parafii rzymskokatolickiej w Daugieliszkach i prawosławnej w Michałowie. Podlegała pod Sąd Grodzki w Święcianach i Okręgowy w Wilnie; właściwy urząd pocztowy mieścił się w Dauieliszkach.